# Renáta Groborzová
Renáta Groborzová (* 21. září 1965) je bývalá česká zápasnice – judistka.

## Sportovní kariéra
S judem začínala v Karviné. Přes studia na brněnské technice se koncem osmdesátých let dvacátého století dostala do nově založeného vrcholového tréninkového centra v Hradci Králové. V české ženské reprezentaci se pohyboval od roku 1988 ve střední do 72 kg a pravidelně startovala v kategorii bez rozdílu vah. V roce 1992 nezvládla olympijskou kvalifikaci pro účast na olympijských hrách v Barceloně. Od roku 1993 jí z pozice reprezentační jedničky vytlačila do vyšší polotěžké váhy do 72 kg Radka Štusáková. V tomto období zároveň přešla do Ostravy, kde pracovala jako instruktorka bojových sportů na sportovním gymnáziu. Sportovní kariéru ukončila po nevydařené kvalifikaci na olympijské hry v Atlantě v roce 1996. Je šestinásobnou mistryní republiky Československa z let 1983, 1985, 1987-1989, 1991, 1992 a čtyřnásobnou mistryní republiky Česka z let 1993-1996.

## Výsledky
| Turnaj             | 1991         | 1992         | 1993         | 1994      | 1995      |
| Turnaj             | 26           | 27           | 28           | 29        | 30        |
| Turnaj             | střední váha | střední váha | střední váha | polotěžká | polotěžká |
| ------------------ | ------------ | ------------ | ------------ | --------- | --------- |
| Olympijské hry     |              | —            |              |           |           |
| Mistrovství světa  | —            |              | —            |           | úč.       |
| Mistrovství Evropy | úč.          | úč.          | —            | úč.       | úč.       |